# 埃拉斯特韋雷湖

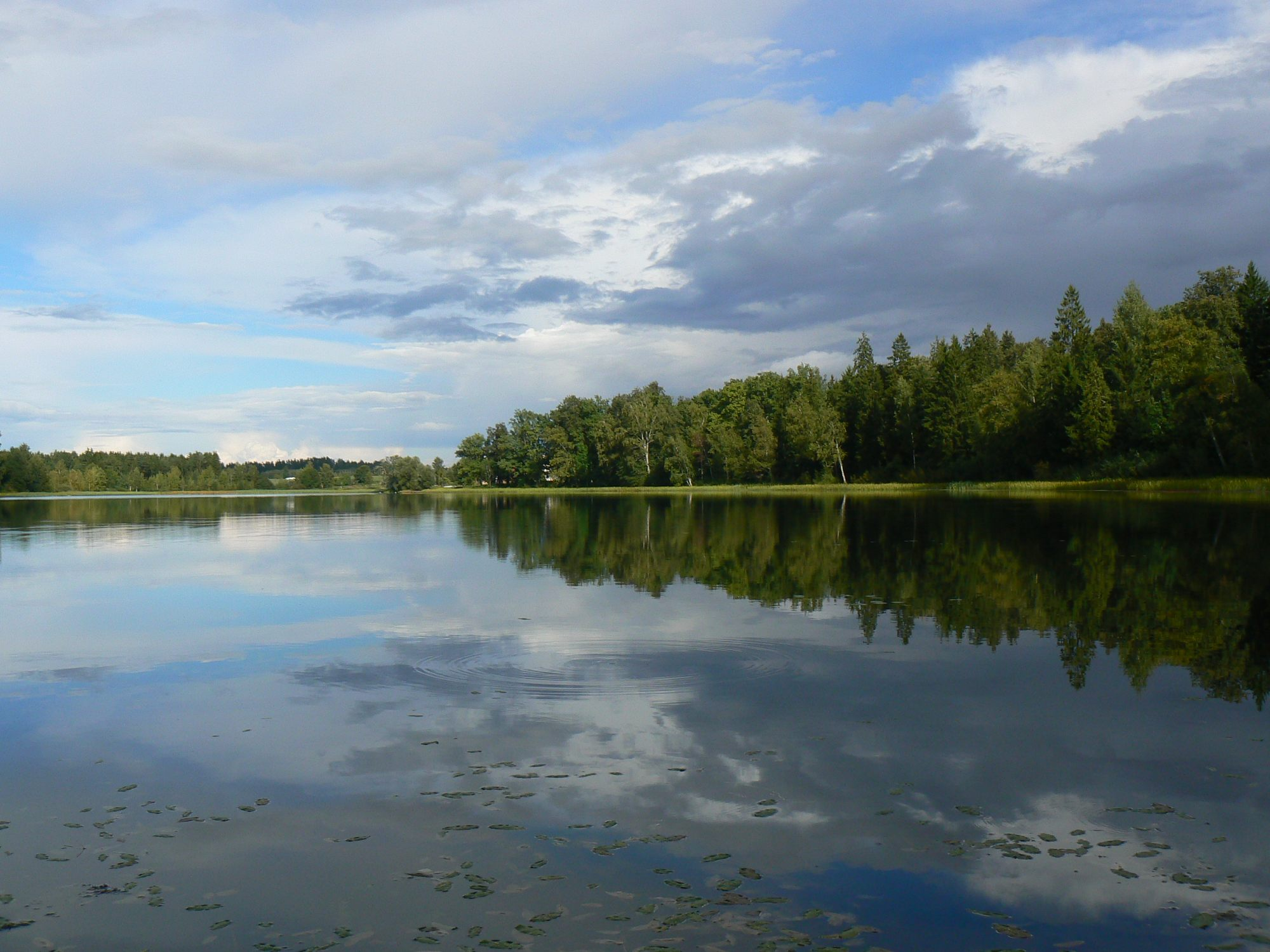

57°58′45″N 26°47′0″E / 57.97917°N 26.78333°E
埃拉斯特韋雷湖，是愛沙尼亞的湖泊，位於該國東南部，由珀爾瓦縣負責管轄，長0.8公里、寬0.3公里，面積0.16平方公里，平均水深3.5米，最大水深9.7米。